# Esko Salminen
Esko Salminen, född 12 oktober 1940 i Helsingfors, är en finländsk skådespelare.
Han tilldelades Pro Finlandia-medaljen 1992.

## Filmografi
- 1989 – Cha cha cha
- 1992 – Axel
- 2000 – Knockout
- 2005 – Den bästa av mödrar
- 2017 – Sangarid